# Heinrich Alef
Heinrich „Heinz“ Alef (* 31. Oktober 1897 in Impekoven; † 29. September 1966 bei Unna) war in der Zeit des Nationalsozialismus von 1933 bis 1945 Bürgermeister von Bad Godesberg.

## Leben
Heinrich Alef wurde als Sohn eines Landwirts geboren, er besuchte in Impekoven die Volksschule und in Bonn das Gymnasium. Anschließend wurde er 1916 Soldat. Nach dem Kriegsende arbeitete Alef für eine Bonner Baumaterialhandlung, 1921/22 als Niederlassungsleiter in Weißenthurm. Danach machte er sich in dieser Branche sowie mit einer Versicherungsagentur und einer Steuerberatung selbständig. 1925 heiratete Alef und wurde Vater einer Tochter.

### „Kampfzeit“ und nationalsozialistische Diktatur

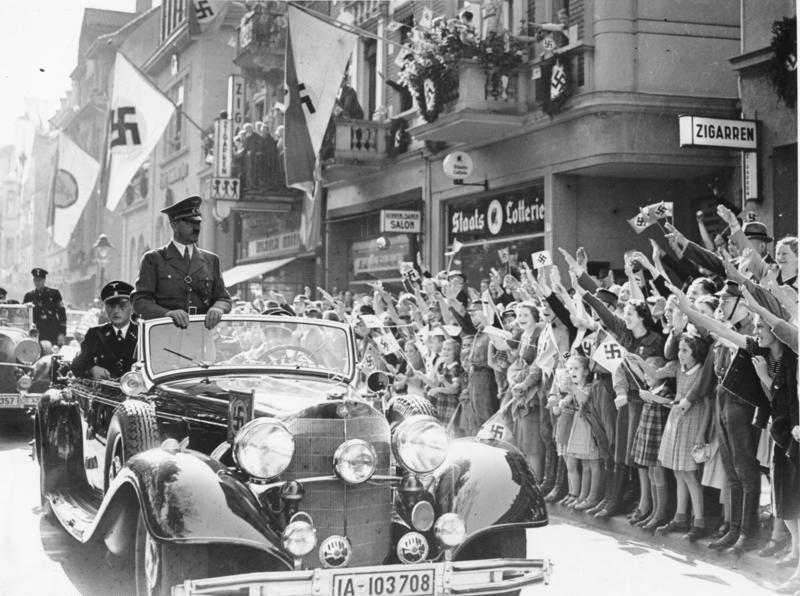
Unter dem Jubel der Bevölkerung fährt Reichskanzler Adolf Hitler vom Bahnhof Godesberg zum Hotel Dreesen (22. September 1938).

Alef trat bereits zum 1. August 1930 der NSDAP bei (Mitgliedsnummer 283.186). Er wurde zwischen 1932 und 1934 Ortsgruppenleiter in Witterschlick/Duisdorf und in Mehlem sowie Kreisamtsleiter der NSDAP für Kommunalpolitik und hatte auch einen Sitz im Kreisausschuss des Kreistages Bonn-Land.
Am 14. März 1933 wurde Alef als Nachfolger des abgesetzten Bürgermeisters Josef Zander (Zentrum) Staatskommissar für Bad Godesberg und am 21. April in Abwesenheit der Stadtvertreter von SPD und KPD zum Bürgermeister gewählt. Seine Amtsführung wurde nach dem Zweiten Weltkrieg zwar zwiespältig beurteilt – er führte aber im Ergebnis konsequent die Politik der NSDAP in Bad Godesberg aus. Eine gewisse Bürgernähe nutzte er dazu, in Einzelfällen Gefälligkeiten zu erweisen. Der Bad Godesberger Entnazifizierungsausschuss vermerkt 1949 dazu: „Nach den von Alef vorgelegten Gutachten hat er in einzelnen Fällen aus gewissen Gründen eine Ausnahme gemacht; aber die in Godesberg alteingesessenen jüdischen Familien sind alle restlos ausgerottet worden und kein Alef hat sich darum gekümmert.“
Er nutzte die bekannte Vorliebe Adolf Hitlers für Bad Godesberg aus, um für sich und die Stadt Freiheiten und Vorteile zu erringen. Stets sorgte er bei Besuchen seines „Führers“ für ein angemessen applaudierendes Publikum in der Stadt und sonnte sich im Glanz der Prominenz, die in der Regel im Rheinhotel Dreesen abstieg. Gelegentliche Höhenflüge wurden ihm von den übergeordneten Behörden nachsichtig verziehen.
Alef übte das Bürgermeisteramt bis zum 6. März 1945 aus, als er sich vor dem Einmarsch amerikanischer Truppen wie sein Bonner Kollege Ludwig Rickert auf das rechte Rheinufer flüchtete.

### Entnazifizierung
Noch am Tag vor Inkrafttreten der bedingungslosen Kapitulation der Wehrmacht am 8. Mai 1945 wurde Alef in amerikanische Internierungshaft genommen. Nach Streitigkeiten zwischen amerikanischen und britischen Strafverfolgern über die Bewertung seiner NS-Vergangenheit und Zwischenstationen in den Lagern Kornwestheim und Dachau folgte am 9. Dezember 1947 das Verfahren vor der Spruchkammer Benefeld-Bomlitz in der Britischen Besatzungszone wegen Mitgliedschaft in der Kreisleitung der NSDAP und Kenntnis der nationalsozialistischen Verbrechen.
Alef wurde zu einem Jahr Gefängnis verurteilt, das durch die Internierung als verbüßt galt, und freigelassen. Auf die folgend von ihm eingelegte Revision hin hob der Oberste Spruchgerichtshof in Hamm 1948 das Urteil auf, der Freispruch folgte Anfang 1949. Einen Rechtsstreit mit der Stadt Bad Godesberg über seine Pensionsansprüche aus der Zeit als Bürgermeister verlor Alef letztinstanzlich 1956. Das Oberverwaltungsgericht Münster stellte dazu fest, dass er in erster Linie nicht wegen seiner Befähigung, sondern deshalb Bürgermeister wurde, weil er Nationalsozialist war.
Der ehemalige Rektor der Bad Godesberger Burgschule, Schieffer, war nach dem Krieg als Leiter des Entnazifizierungsausschusses für den Landkreis Bonn zuständig und schrieb in seinem Bericht vom 23. Oktober 1948:

„Zusammenfassend darf man sagen: Alef war echter Nationalsozialist, egoistisch und terroristisch. Zwar war er klug genug, äußerste Schritte zu vermeiden, und es stimmt, dass er nicht der schlimmste Bürgermeister gewesen ist. Darum wäre es unrecht, ihn zu den Hauptschuldigen zu gruppieren. Auch in den beiden Fällen mit tödlichem Ausgang (Levi und Roth) hat Alef dieses Ende bestimmt nicht gewollt; aber er ist durch sein anfänglichen Mitwirken mitschuldig...Alef darf keinen Anspruch auf Pension erheben und kein öffentliches Amt mehr bekleiden.“

### Im zivilen Leben nach 1950
In den 1950er Jahren war Alef wirtschaftlich mit der Wiederverwertung alter Bahnschienen wieder erfolgreich. Politisch und in der Öffentlichkeit wurde er als Mitglied des Bundes der Heimatvertriebenen bekannt. So kandidierte er 1953 für den GB/BHE zum Deutschen Bundestag, sein Listenplatz reichte aber nicht zum Einzug in das Parlament. Später war er in der FDP im Landkreis Altena aktiv und Kreistagsmitglied in Meinerzhagen.
Heinrich Alef starb am 29. September 1966 bei einem Autounfall in der Nähe von Unna.